# Geelwitte mospalpmot
De geelwitte mospalpmot (Bryotropha affinis) is een nachtvlinder uit de familie van de Gelechiidae, de tastermotten.
De spanwijdte is ongeveer 12 millimeter.